# Craig Virgin
Craig Virgin (né le 2 août 1955) est un ancien athlète américain spécialiste du cross-country. 

## Biographie
Craig Steven Virgin (né le 2 août 1955) est un coureur de fond américain. Il est né à Belleville (Illinois) et a grandi près de Lebanon, Illinois . Au lycée, Virgin a remporté 5 championnats d'État (deux en cross-country et trois dans la piste), ainsi que le record national en plein air du secondaire 2-mile en 8:40,9

## Palmarès

### Championnats du monde de cross-country
- Championnats du monde de cross-country 1980 à Paris,  France
  -  Médaille d'or du cross long
  -  Médaille d'argent du cross long par équipes
- Championnats du monde de cross-country 1981 à Madrid,  Espagne
  -  Médaille d'or du cross long
  -  Médaille d'argent du cross long par équipes